# George Young (friidrottare)
George Young, född 24 juli 1937 i Roswell, New Mexico, död 8 november 2022 i Casa Grande, Arizona, var en amerikansk friidrottare.
Young blev olympisk bronsmedaljör på 3 000 meter hinder vid sommarspelen 1968 i Mexico City.